# Lauharulla insulana
Lauharulla insulana là một loài nhện trong họ Salticidae.
Loài này thuộc chi Lauharulla. Lauharulla insulana được Eugène Simon miêu tả năm 1901.